# Vanessa karaganica
Vanessa karaganica is een vlinder uit de onderfamilie Nymphalinae van de familie Nymphalidae. De wetenschappelijke naam van de soort is voor het eerst geldig gepubliceerd in 1969 door Nekrutenko.